# Georg Viktor
 (juin 2021).
La mise en forme du texte ne suit pas les recommandations de Wikipédia : il faut le « wikifier ».
Les points d'amélioration suivants sont les cas les plus fréquents :
- Les titres sont pré-formatés par le logiciel. Ils ne sont ni en capitales, ni en gras.
- Le texte ne doit pas être écrit en capitales (les noms de famille non plus), ni en gras, ni en italique, ni en « petit »…
- Le gras n'est utilisé que pour surligner le titre de l'article dans l'introduction, une seule fois.
- L'italique est rarement utilisé : mots en langue étrangère, titres d'œuvres, noms de bateaux, etc.
- Les citations ne sont pas en italique mais en corps de texte normal. Elles sont entourées par des guillemets français : « et ».
- Les listes à puces sont à éviter, des paragraphes rédigés étant largement préférés. Les tableaux sont à réserver à la présentation de données structurées (résultats, etc.).
- Les appels de note de bas de page (petits chiffres en exposant, introduits par l'outil «  Source ») sont à placer entre la fin de phrase et le point final[comme ça].
- Les liens internes (vers d'autres articles de Wikipédia) sont à choisir avec parcimonie. Créez des liens vers des articles approfondissant le sujet. Les termes génériques sans rapport avec le sujet sont à éviter, ainsi que les répétitions de liens vers un même terme.
- Les liens externes sont à placer uniquement dans une section « Liens externes », à la fin de l'article. Ces liens sont à choisir avec parcimonie suivant les règles définies. Si un lien sert de source à l'article, son insertion dans le texte est à faire par les notes de bas de page.
- La présentation des références doit suivre les conventions bibliographiques. Il est recommandé d'utiliser les modèles {{Ouvrage}}, {{Chapitre}}, {{Article}}, {{Lien web}} et/ou {{Bibliographie}}. Le mode d'édition visuel peut mettre en forme automatiquement les références.
- Insérer une infobox (cadre d'informations à droite) n'est pas obligatoire pour parachever la mise en page.

Pour une aide détaillée, merci de consulter Aide:Wikification.
Si vous pensez que ces points ont été résolus, vous pouvez retirer ce bandeau et améliorer la mise en forme d'un autre article.
 (juin 2021).
Pour les articles homonymes, voir Viktor.
Georg Viktor (né le 7 février 1953 à Ludwigshafen) est un sculpteur allemand. Il se spécialise dans les sculptures érotiques hyperréalistes, qu'il sculpte en marbre. Il vit et travaille à Pietrasanta en Italie depuis 1979.

## Carrière

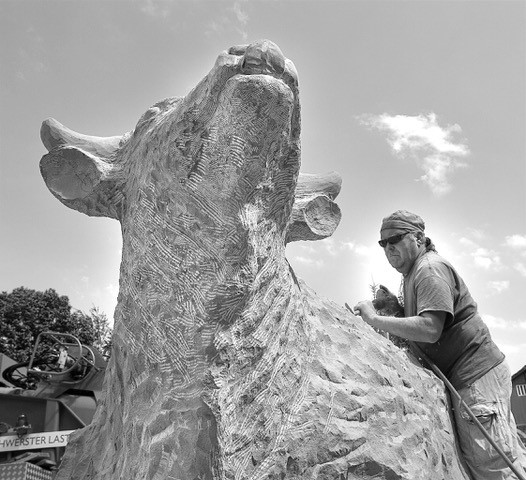
Georg Viktor sculptant le taureau Zeus, avant l'enlèvement d'Europe

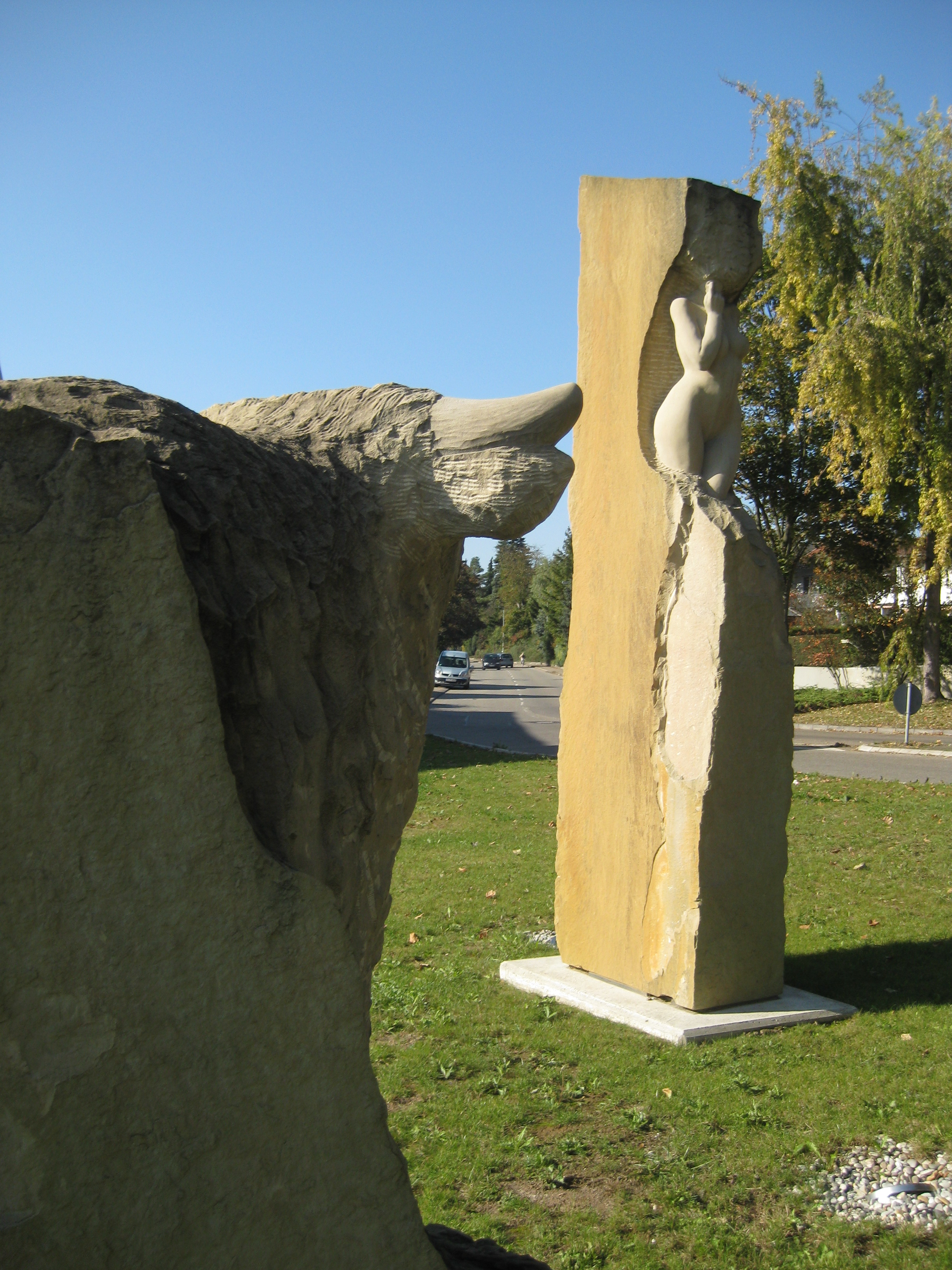
L'Europe et le taureau à Leingarten

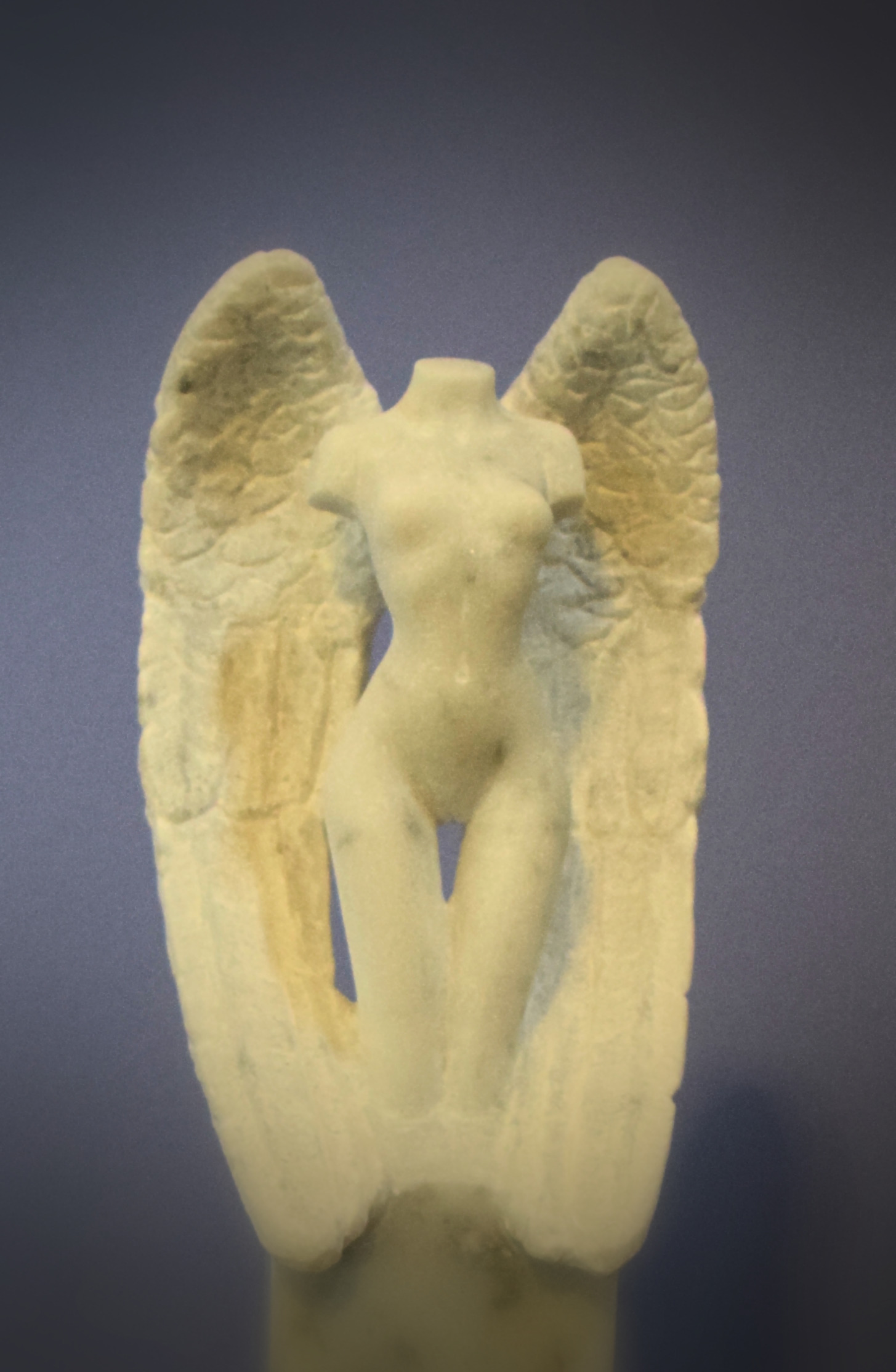
Déesse de la victoire Nike par Georg Viktor

Georg Viktor grandit à Ludwigshafen am Rhein, en Allemagne. En 1976, il est diplômé de l'Université d'État pour la musique à Heidelberg-Mannheim et en 1978, il se forme comme sculpteur dans l'atelier de sculpture et de restauration Volker Dursy à Ladenburg. Il travaille comme sculpteur depuis 1979 et s'installe à Pietrasanta, en Italie, près des carrières de marbre de Carrare. Il étudie les techniques sculpturales du travail du marbre dans l' atelier Ferdinando Palla de Pietrasanta.
Depuis sa première exposition personnelle en Allemagne en 1981, Viktor présente son œuvre dans des colloques et des expositions personnelles. Ses œuvres sont également visibles dans l'exposition permanente dans la galerie Louis K. Meisel de New York, à la suite de son exposition en 1996.

## Œuvres
Dans son vaste travail de sculpture, Georg Viktor place le corps parfaitement modelé, de préférence féminin, souvent avec des accessoires d'accentuation. Il met l'accent sur le charisme érotique du corps. Son œuvre cherche à associer une imagerie et thématique contemporaine aux références sculpturales de l’antiquité gréco-romaine. 
Georg Viktor s’inspire des thèmes du corps et de l’érotisme. Il sculpte des sujets féminins aux formes et motifs vestimentaires modernes dans des poses qui souvent rappelles les sculptures antiques gréco-romaines, comme les cariatides.
Georg Viktor, est proche de l'hyperréalisme. Il utilise toutes les techniques sculpturales du marbre, du traditionnel au moderne. Les propriétés des matériaux eux-mêmes viennent à créer l'illusion de la réalité. En perfectionnant les techniques de finition du marbre, il réalise des effets hyperréalistes de peau nue, de vêtements, de jeans ou de cuir sur des marbres blancs, gris, beiges, noirs. Il élabore ses œuvres en argile et en plâtre ainsi qu'en calcaire et en bronze. Son matériau de prédilection est le marbre blanc statuaire de Carrare, dont la richesse historique l’inspire.
Il place l'érotisme surnaturel au premier plan de ses sculptures, sur lesquelles l'artiste lui-même écrit « L’érotisme dans l'art existe depuis aussi longtemps que l'art lui-même » et ajoute « Mes sculptures ne sont pas seulement là pour être regardées, mais aussi pour être saisies avec Les mains et les sens. ». 
L'intérêt pour ses œuvres se reflète dans de nombreux colloques, expositions, galeries et va bien au-delà des amateurs d'art privés. Certaines des sculptures en marbre de Viktor sont dans l'espace public, comme la stèle d'Osthofen  ou l'enlèvement d'Europe par Zeus à Leingarten .
Son intérêt pour les particularités locales et les personnes spéciales se reflète également dans son travail, comme dans le buste du solitaire Ernst Kolb  ou dans son hommage à Rimbaud .

## Expositions
- 1996 : New York, Galerie Louis K. Meisel « Les grandes pin-up américaines » (exposition permanente)
- 2013 : Montignoso, Eros / Arte
- 2013 : Pietrasanta, La Cava Del Falco, "Il Primo Volo"
- 2013 : Montone, Ombrie, Triennale Di Scultura
- 2014 : Pietrasanta, Art & Design
- 2014 : Mannheim, point central du KulturKlub, portraits d'Ernst Kolb
- 2014 : San Gimignano, Galerie d'art iSculpture
- 2014 : Mannheim, Centre de Culture Club, Mostra di Scultura
- 2017: San Gimignano, Galerie d'art toscane iSculpture "Nuda Pietra"
- 2018 : Londres, exposition d'art érotique à Londres
- 2018 : Livourne, SMP21, "Nuda Pietra"
- 2018 : Bergdietikon, Galerie Bachlechner "Bleu"
- 2019 : Pietrasanta, Toscane, Galleria Intrecciarte

## Symposiums
- 1981 : III. Simposio Internazionale di Scultura, Carrare, Italie
- 1985 : VII. Simposio Internazionale di Scultura, Carrara, (Lauréat), Italie
- 1986 : II. Symposium international de sculpture, Durbach, Forêt-Noire, Allemagne
- 1987 : IIIe Simposium International de Sculpture, Digne les Bains, France
- 2002 : III. Simposio Internazionale di Scultura Campomaggiore, Potenza, Italie
- 2006 : Simposium International de Sculpture "Les Produits du Terroir" Sénas, Provence, France
- 2007 : Symposium international des sculpteurs, "Art Space Kreisel" Leingarten, Heilbronn
- 2007 : Simposium de la Pierre « Le Printems des Sculpteurs » Oppède, Provence, France